# Ngô Thành Thư
Ngô Thành Thư là một sĩ quan cấp cao trong Quân đội nhân dân Việt Nam, hàm Thiếu tướng, nguyên là Phó Chủ nhiệm Tổng cục Hậu cần

## Thân thế binh nghiệp
Năm 2009, ông được bổ nhiệm giữ chức Phó Tham mưu trưởng Tổng cục Hậu cần
Năm 2013, ông được bổ nhiệm giữ chức Phó Chủ nhiệm Tổng cục Hậu cần
Thiếu tướng (2014)
Năm 2019, ông nghỉ chờ hưu.
Quê quán: Chi Đông - Mê Linh - Hà Nội

## Tặng thưởng
- Huân chương Quân công hạng Ba (năm 2019)